# Ágios Ermólaos
Ágios Ermólaos är en ort i Cypern.   Den ligger i distriktet Eparchía Kerýneias, i den nordöstra delen av landet, 21 km nordväst om huvudstaden Nicosia. Ágios Ermólaos ligger 238 meter över havet och antalet invånare är 427. Den ligger på ön Cypern.
Terrängen runt Ágios Ermólaos är varierad.Trakten runt Ágios Ermólaos är ganska glesbefolkad, med 25 invånare per kvadratkilometer. Närmaste större samhälle är Kyrenia, 14,6 km öster om Ágios Ermólaos. Trakten runt Ágios Ermólaos är i huvudsak ett öppet busklandskap.
Medelhavsklimat råder i trakten. Årsmedeltemperaturen i trakten är 22 °C. Den varmaste månaden är augusti, då medeltemperaturen är 36 °C, och den kallaste är januari, med 10 °C. Genomsnittlig årsnederbörd är 474 millimeter. Den regnigaste månaden är december, med i genomsnitt 108 mm nederbörd, och den torraste är augusti, med 1 mm nederbörd.